# أسماء بلخوجة
أسماء بلخوجة المولودة عام 1930 والمتوفاة في عام 2011 هي رائدة للحركة النسوية التونسية.

## سيرتها الذاتية
ولدت بلخوجة عام 1930 لعائلة تونسية من أصل تركي وكان لعائلتها الفضل في منح تونس علماء دين مشهورين. وقد لاحظت بلخوجة في سن مبكرة جدًا حالة المرأة التونسية التي لا يُرثى لها وذلك من خلال موقف والدها. فعلى الرغم من كون والدها مخلصًا جدًا لزوجته وبناته، إلا أنه اتبع النظام الأبوي ذاته الذي اتبعه كل الرجال من جيله، والتي تنص على حرمان بناته من التعليم.وعندما توفى والدها وهي في الثالثة عشر من عمرها، كان تعليمها مقتصرًا على الدين والأدب العربي. وخلال فترة مراهقتها، التحقت أسماء بلخوجة بأول جمعية للمرأة التونسية، اتحاد النساء المسلمات. وفي عام 1954، تزوجت من عزوز الرباعي، أحد أعضاء الحزب الحر الدستوري الجديد. وقد شاركت بلخوجة في اجتماعات الحزب الحر الدستوري الجديد خلال فترة نشاطه بجانب فرحات حشاد، وشاركت في بعض الفعاليات المُنظمة من قبل الحزب وذلك في الخامس عشر من فبراير لعام 1952.وقد ألقي القبض عليها مع بعض النشاطء الآخرين وحُكم عليها بالسجن لمدة 18 شهر.وبعد استقلال تونس، أصبحت أحد مؤسسي الاتحاد الدولي للمرأة التونسية عام 1958. حيث أصبحت عائشة بلاغة رئيس الحزب وتولت بلخوجة منصب الأمين.